# Nederland op het Eurovisiesongfestival 2015

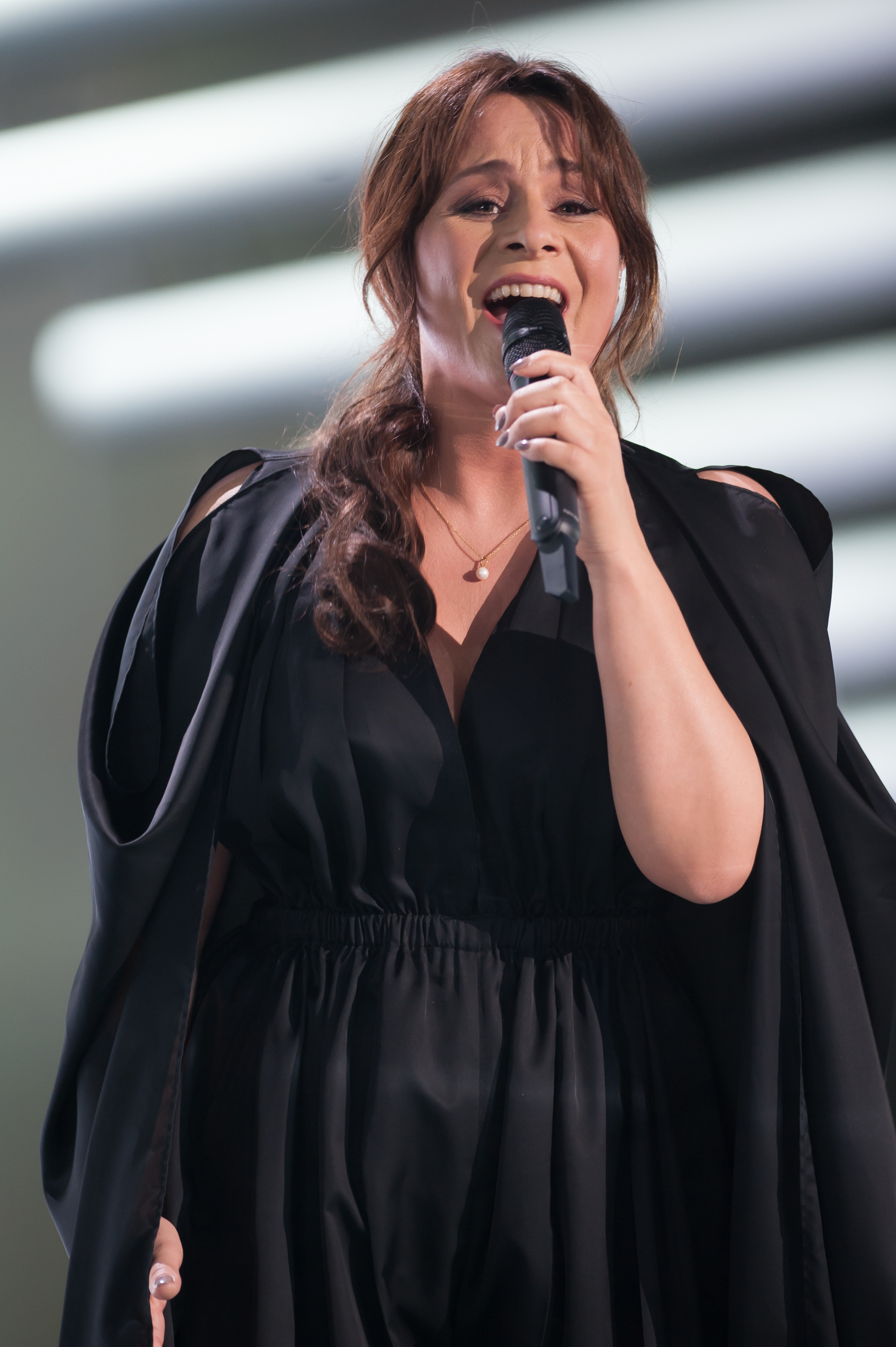
Oosterhuis tijdens haar optreden in de eerste halve finale

Nederland nam deel aan het Eurovisiesongfestival 2015 in Wenen, Oostenrijk. Het was de 56ste deelname van het land op het Eurovisiesongfestival. AVROTROS was verantwoordelijk voor de Nederlandse bijdrage.

## Selectieprocedure
Op 3 juni 2014 werd officieel duidelijk dat Nederland zou deelnemen aan de komende editie van het Eurovisiesongfestival. Er werd wederom voor een interne selectie geopteerd. AVROTROS gaf aan in november bekend te maken wie namens Nederland naar Wenen zou trekken. Echter, op 7 november 2014 verklapte Anouk in College Tour dat Trijntje Oosterhuis de Nederlandse kandidaat voor 2015 zou zijn, en dat met een nummer door Anouk geschreven. Op 10 november 2014 werd het nieuws bevestigd door AVROTROS.
De Nederlandse bijdrage werd voor het eerst uitgezonden op 11 december 2014 op NPO Radio 2 tijdens Gouden Uren, gepresenteerd door Daniël Dekker. Het nummer kreeg als titel Walk along en werd volledig in het Engels vertolkt.
Het lied werd wisselend ontvangen. Het Algemeen Dagblad was kritischer en noemde Walk along een luchtige bijdrage die wellicht te licht is voor het Songfestival. Het NRC Handelsblad vindt het 'geen kunststukje', maar wel hitgevoelig en positief met een uitnodigend meezingrefrein.

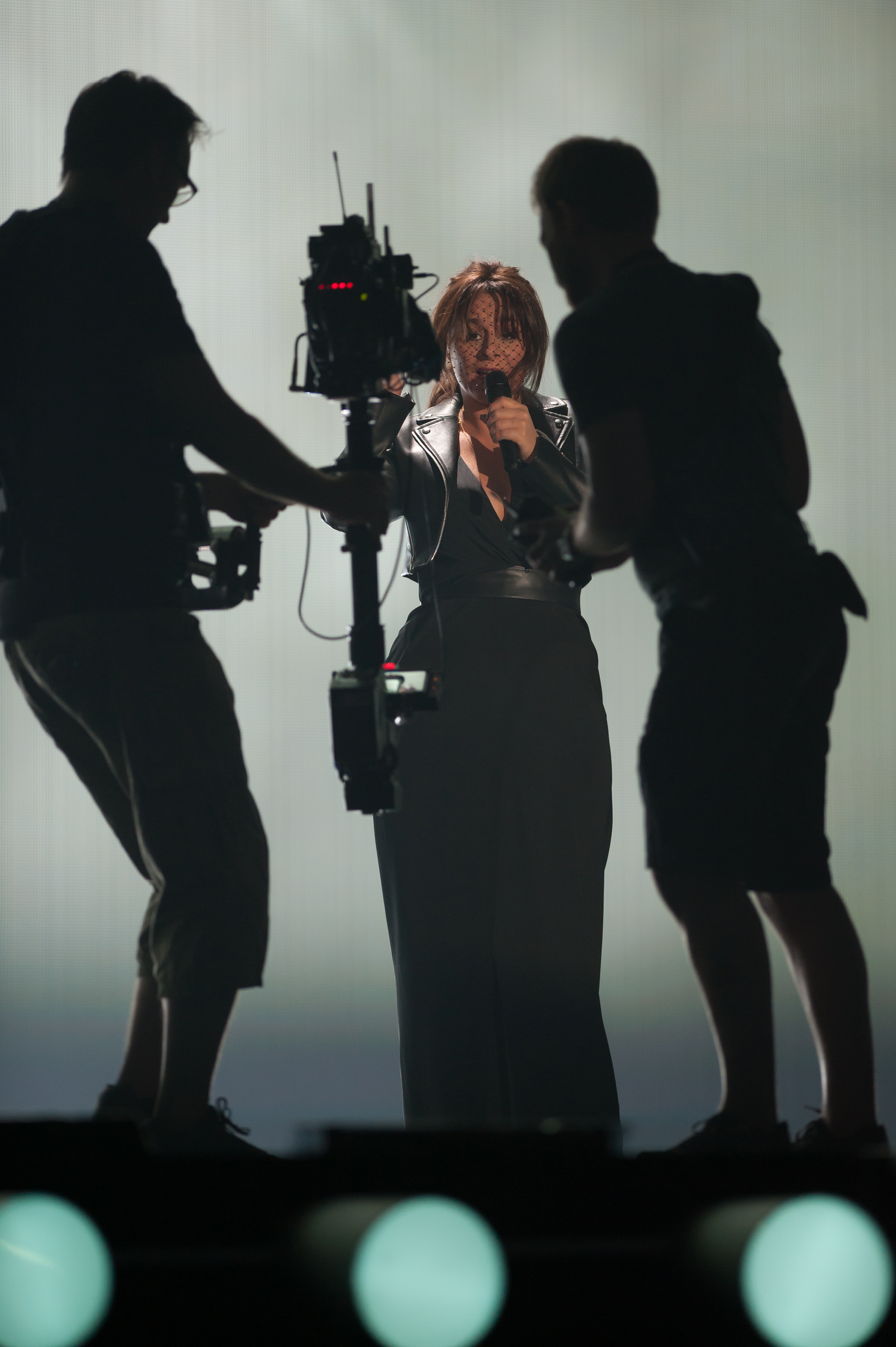
Oosterhuis tijdens haar tweede repetitie

## In Wenen
Nederland trad in Wenen in de eerste halve finale op dinsdag 19 mei aan. Trijntje Oosterhuis trad als vierde van de zestien landen aan, na Loïc Nottet uit België en voor Pertti Kurikan Nimipäivät uit Finland. Nederland eindigde als veertiende met 33 punten, waarmee het uitgeschakeld werd.
Oosterhuis werd vooraf al niet veel kansen toegedicht. Bij de bookmakers stond ze onderaan. Na de mislukte poging om de finale te halen was er veel kritiek op de podiumpresentatie. Volgens critici was Oosterhuis vocaal perfect maar oogde ze stram op de bühne en was de regie nogal statisch en eendimensionaal. Ook om Oosterhuis' jurk was vooraf veel te doen. De zangeres presenteerde zich tijdens de eerste repetities in een japon met een diep decolleté maar koos uiteindelijk voor een broekpak.

## Punten

### Punten gegeven aan Nederland
| Punten gegeven aan Nederland (Eerste halve finale) | Punten gegeven aan Nederland (Eerste halve finale) | Punten gegeven aan Nederland (Eerste halve finale) | Punten gegeven aan Nederland (Eerste halve finale) | Punten gegeven aan Nederland (Eerste halve finale) |
| 12 punten                                          | 10 punten                                          | 8 punten                                           | 7 punten                                           | 6 punten                                           |
| -------------------------------------------------- | -------------------------------------------------- | -------------------------------------------------- | -------------------------------------------------- | -------------------------------------------------- |
|                                                    |                                                    |                                                    | - Denemarken                                       | - België                                           |
| 5 punten                                           | 4 punten                                           | 3 punten                                           | 2 punten                                           | 1 punt                                             |
| - Estland                                          |                                                    | - Finland - Roemenië - Spanje                      | - Frankrijk - Georgië                              | - Albanië - Noord-Macedonië                        |

### Punten gegeven door Nederland
| Punten | Ontvangend land |
| ------ | --------------- |
| 12     | België          |
| 10     | Rusland         |
| 8      | Estland         |
| 7      | Servië          |
| 6      | Griekenland     |
| 5      | Armenië         |
| 4      | Hongarije       |
| 3      | Denemarken      |
| 2      | Roemenië        |
| 1      | Georgië         |

| Punten | Ontvangend land |
| ------ | --------------- |
| 12     | België          |
| 10     | Zweden          |
| 8      | Australië       |
| 7      | Italië          |
| 6      | Rusland         |
| 5      | Israël          |
| 4      | Estland         |
| 3      | Noorwegen       |
| 2      | Letland         |
| 1      | Servië          |

1956 · 1957 · 1958 · 1959 · 1960 · 1961 · 1962 · 1963 · 1964 · 1965 · 1966 · 1967 · 1968 · 1969 · 1970 · 1971 · 1972 · 1973 · 1974 · 1975 · 1976 · 1977 · 1978 · 1979 · 1980 · 1981 · 1982 · 1983 · 1984 · 1985 · 1986 · 1987 · 1988 · 1989 · 1990 · 1991 · 1992 · 1993 · 1994 · 1995 · 1996 · 1997 · 1998 · 1999 · 2000 · 2001 · 2002 · 2003 · 2004 · 2005 · 2006 · 2007 · 2008 · 2009 · 2010 · 2011 · 2012 · 2013 · 2014 · 2015 · 2016 · 2017 · 2018 · 2019 · 2020 · 2021 · 2022 · 2023 · 2024 · 2025
Albanië · Armenië · Australië · Azerbeidzjan · België · Cyprus · Denemarken · Duitsland · Estland · Finland · Frankrijk · Georgië · Griekenland · Hongarije · Ierland · IJsland · Israël · Italië · Letland · Litouwen · Macedonië · Malta · Moldavië · Montenegro · Nederland · Noorwegen · Oostenrijk · Polen · Portugal · Roemenië · Rusland · San Marino · Servië · Slovenië · Spanje · Tsjechië · Verenigd Koninkrijk · Wit-Rusland · Zweden · Zwitserland